# Lominchar
Lominchar è un comune spagnolo di 1 227 abitanti situato nella comunità autonoma di Castiglia-La Mancia.